# Carrascal (Juzbado)
Carrascal es una entidad de población española del municipio de Juzbado, perteneciente a la provincia de Salamanca, en la comunidad autónoma de Castilla y León.

## Toponimia
El lugar puede encontrarse referido como Carrascal y Carrascal de Olmillos.

## Historia
Hacia mediados del siglo XIX, el lugar, una alquería ya por entonces perteneciente al municipio de Juzbado, tenía contabilizada una población de 12 habitantes. Aparece descrito en el quinto volumen del Diccionario geográfico-estadístico-histórico de España y sus posesiones de Ultramar de Pascual Madoz con las siguientes palabras:

CARRASCAL DE OLMILLOS: alq. agregada al ayunt. de Juzbado (1/2 leg.), en la prov. y dióc. de Salamanca (4 1/2), part. jud. de Ledesma 1 1/2, aud. terr., y c. g. de Valladolid (20 1/2): sit. en un alto á la márg. der. del r. Tormes, y á 150 pasos de la calzada de Ledesma y principales pueblos de la ribera de Duero á la cap. de prov.: confina N. con Cañedo de las Dueñas y calzada titulada del Lomo; E. Juzbado; S. r. Tormes, y O. Olmillos: el terr. es de monte y labor, y le atraviesa un arroyuelo que se forma de las vertientes del inmediato y elevado cerro denominado Cabeza de Cañedo y otros: no tiene puente; corta la calzada de Ledesma, y desemboca en el Tormes por cima de la aceña de Matarranas. prod.: trigo, centeno, algarrobas, algunos garbanzos, bellota, y buenos pastos que se aprovechan con ganado lanar, vacuno y cerdoso. pobl.: con su aceña 2 vec., 12 alm. cap. terr. prod.: 100,900 rs. imp.: 5,045.
(Madoz, 1846, p. 609)

En 2023, la entidad singular de población de Carrascal tenía empadronados 2 habitantes, ambos en diseminado.